# Cartagonova
Het stadion Cartagonova, gelegen in Cartagena, werd in 1988 afgewerkt en dient als thuishaven voor voetbalclub FC Cartagena, een ploeg uit de Segunda División A. Er was initieel plaats voor 20.000 toeschouwers.  Dit aantal is tijdens de vernieuwing van 2000 terug gebracht tot 15.105 zitplaatsen. Het stadium verving het oude Estadio El Almarjal
, dat van 1925 dateerde. Het stadion werd door dezelfde architect ontworpen als het Mini Estadi. De openingswedstrijd was een wedstrijd uit de Segunda División A tussen de toenmalige lokale voetbalploeg Cartagena FC, een van de oprichters van de Segunda A en het toenmalige Real Burgos.
De naamgeving van het stadion vindt zijn origine bij 'Carthago Nova', de naam van de stad Cartagena tijdens de Romeinse tijd.
Een eerste aanpassing gebeurde in januari 2000.  De capaciteit van het stadion werd teruggebracht van 20.000 naar de huidige 15.105 door in de bovenste ring rond het stadion de staanplaatsen te vervangen door zitplaatsen.
Het stadion en omgeving kreeg tijdens seizoen 2021-2022 een tweede opknapbeurt.  De verlichting werd voor 1.2 MEUR helemaal vernieuwd en de ook de toegangsweg naar het stadion werd vernieuwd.  Dit alles om aan de voorwaarden van de Liga Beroepsvoetbal te voldoen, nu de ploeg voor het tweede seizoen in de Segunda A speelt.

## Interlandvoetbal
Ook verschillende wedstrijden van de Spaanse nationale ploeg en het vrouwenvoetbaltornooi Costa Cálida werden in dit stadion georganiseerd:
- Spanje - Griekenland (-18-jarigen), 1989
- Spanje - Malta (-21-jarigen), 11 februari 1997
- Spanje - Polen, 26 januari 2000 met 3-0 gewonnen door het Spaans elftal (eerste maal in de geschiedenis dat de nationale ploeg een wedstrijd speelt in de Regio Murcia)
- Zuid-Korea - Finland, 20 maart 2002
- Spanje - Noorwegen (-21-jarigen), 10 februari 2009
- Spanje - Hongarije (-21-jarigen), 14 oktober 2013 met 1-0 gewonnen door het Spaans elftal
- Spanje - Noorwegen (-21-jarigen), 27 maart 2015 met 2-0 gewonnen door het Spaans elftal
- Spanje - Slowakije (-21-jarigen), 14 november 2017 met 5-1 gewonnen door het Spaans elftal
- Spanje - België (vrouwenvoetbalelftal), 17 januari 2019 geëindigd met een 1-1 gelijkspel na doelpunten van Alba Redondo en Janice Cayman
- Canada - Tsjechië, 11 juni 2021 met een 0-0 gelijkspel (vrouwenvoetbalelftal Costa Cálida Week of Women’s Football)
- Brazilië - Rusland, 11 juni 2021 met een 3-0 winst voor Brazilië (vrouwenvoetbalelftal Costa Cálida Week of Women’s Football)
- Tsjechië - Polen, 14 juni 2021 met een 0-5 winst voor Polen (vrouwenvoetbalelftal Costa Cálida Week of Women’s Football)
- Finland - Rusland, 14 juni 2021 met een 0-1 winst voor Rusland (vrouwenvoetbalelftal Costa Cálida Week of Women’s Football)
- Brazilië - Canada, 14 juni 2021 met een 0-0 gelijkspel (vrouwenvoetbalelftal Costa Cálida Week of Women’s Football)
- Spanje - Zuid-Korea (vrouwenvoetbalelftal), 27 november 2024

## Andere activiteiten
Het stadion werd ook gebruikt voor verschillende concerten:
- Sting, 19 april 1996 voor 6.000 fans
- Gloria Estefan, 27 oktober 1996 voor 16.000 fans
- Alejandro Sanz, 14 juli 2016 voor 10.000 fans

## Diversen
Toegangspoort 2-22 werd vernoemd naar Miki Roqué.
Anoeta (Real Sociedad) ·
Balaídos (Celta de Vigo) ·
Benito Villamarín (Real Betis) ·
Olympisch Stadion Lluís Companys (FC Barcelona) ·
De la Cerámica (Villarreal CF) ·
Ciutat de València (Levante UD) ·
Coliseum Alfonso Pérez (Getafe CF) ·
El Sadar (CA Osasuna) ·
Martínez Valero (Elche CF) ·
Mendizorrotza (Deportivo Alavés) ·
Mestalla (Valencia CF) ·
Nuevo Los Cármenes (Granada CF) ·
Ramón de Carranza (Cádiz CF) ·
Ramón Sánchez Pizjuán (Sevilla FC) ·
RCDE Stadium (RCD Espanyol) ·
San Mamés (Athletic Bilbao) ·
Santiago Bernabéu (Real Madrid CF) ·
Vallecas (Rayo Vallecano) ·
Visit Mallorca Estadi (RCD Mallorca) ·
Estadio Wanda Metropolitano (Atlético Madrid)
Anduva (CD Mirandés) ·
Anxo Carro (CD Lugo) ·
Butarque (CD Leganés) ·
Can Misses (UD Ibiza) ·
Estadio Carlos Tartiere (Real Oviedo) ·
Cartagonova (FC Cartagena) ·
El Alcoraz (SD Huesca) ·
El Molinón (Sporting Gijón) ·
El Plantío (Burgos CF) ·
El Toralín (SD Ponferradina) ·
Fernando Torres (CF Fuenlabrada) ·
Gran Canaria (UD Las Palmas) ·
Heliodoro Rodríguez López (CD Tenerife) ·
Ipurua (SD Eibar) ·
José Luis Orbegozo (Real Sociedad B) ·
José Zorrilla (Real Valladolid) ·
Juegos Mediterráneos (UD Almería) ·
La Romareda (Real Zaragoza) ·
La Rosaleda (Málaga CF) ·
Montilivi (Girona FC) ·
Santo Domingo (AD Alcorcón) ·
Urritxe (SD Amorebieta)